# プルプロガリン
プルプロガリン (purpurogallin) は、赤色の結晶性の化合物で、虫こぶやオーク皮に由来するいくつかの配糖体のアグリコンである。カテコール-O-メチルトランスフェラーゼによるヒドロキシエストラジオールのメチル化を阻害しうる。また、TLR1/TLR2の活性化経路を強く阻害する。